# Langston Galloway
Langston Galloway (Baton Rouge, 9 december, 1991) is een Amerikaanse professionele basketbalspeler.

## Carrière
Galloway speelde collegebasketbal voor de Saint Joseph's Hawks van 2010 tot 2014. In 2014 werd hij niet gekozen tijdens de NBA-draft. Hij tekende daarop een contract bij de Westchester Knicks de opleidingsploeg van de New York Knicks die net was gestart. Daar speelde hij zich in de kijken en kreeg verschillende korte contracten bij de Knicks. Op 27 januari kreeg hij een tweejarige deal bij de Knicks, aan het einde van het seizoen werd hij verkozen tot NBA All-Rookie Second Team. Hij speelde in New York tot in juli 2016, hij tekende daarop een contract bij de New Orleans Pelicans. In februari 2017 werd hij geruild naar de Sacramento Kings samen met Tyreke Evans, Buddy Hield en een draftpick voor Omri Casspi en DeMarcus Cousins. Hij maakte bij de Kings de rest van het seizoen uit.
Daarop tekende hij een contract bij de Detroit Pistons voor drie jaar ter waarde van 21 miljoen dollar. Na drie jaar werd zijn contract niet verlengd en tekende in november bij de Phoenix Suns waarmee hij de finale speelde maar verloor van de Milwaukee Bucks. Hij kreeg geen nieuw contract en tekende in september bij de Golden State Warriors waarmee hij drie oefenwedstrijden speelde. Op 13 december ging hij spelen in de NBA G-League voor de College Park Skyhawks maar kreeg na een wedstrijd al de kans om te gaan spelen voor de Brooklyn Nets, hij kreeg twee keer een 10 dagen contract. Op 7 januari tekende hij een contract bij de Milwaukee Bucks voor tien dagen. Nadien keerde hij terug naar de College Park Skyhawks. In de zomer van 2022 tekende hij een contract bij de Indiana Pacers maar werd uiteindelijk niet opgenomen in de ploeg.
Hij speelde met de Amerikaanse ploeg kwalificatiewedstrijden voor het wereldkampioenschap.

## Erelijst
- NBA All-Rookie Second Team: 2015

## Statistieken

### Reguliere Seizoen
| Seizoen  | Team                 | WG  | WS | MPW  | 2P%  | 3P%  | FW%  | RPW | APW | SPW | BPW | PPW  |
| -------- | -------------------- | --- | -- | ---- | ---- | ---- | ---- | --- | --- | --- | --- | ---- |
| 2014/15  | New York Knicks      | 45  | 41 | 32,4 | 39,9 | 35,2 | 80,8 | 4,2 | 3,3 | 1,2 | 0,3 | 11,8 |
| 2015/16  | New York Knicks      | 82  | 7  | 24,8 | 39,3 | 34,4 | 75,4 | 3,5 | 2,5 | 0,9 | 0,3 | 7,6  |
| 2016/17  | New Orleans Pelicans | 55  | 0  | 20,4 | 37,4 | 37,7 | 76,9 | 2,2 | 1,2 | 0,7 | 0,1 | 8,6  |
| 2016/17  | Sacramento Kings     | 19  | 2  | 19,7 | 40,4 | 47,5 | 91,7 | 1,8 | 1,5 | 0,3 | 0,1 | 6,0  |
| 2017/18  | Detroit Pistons      | 58  | 2  | 14,9 | 37,1 | 34,4 | 80,5 | 1,6 | 1,0 | 0,6 | 0,1 | 6,2  |
| 2018/19  | Detroit Pistons      | 80  | 4  | 21,8 | 38,8 | 35,5 | 84,4 | 2,1 | 0,5 | 0,1 | 0,1 | 8,4  |
| 2019/20  | Detroit Pistons      | 66  | 6  | 25,8 | 43,5 | 39,9 | 85,9 | 2,3 | 1,5 | 0,7 | 0,2 | 10,3 |
| 2020/21  | Phoenix Suns         | 40  | 0  | 11,0 | 44,9 | 42,4 | 95,7 | 1,1 | 0,7 | 0,2 | 0,0 | 4,8  |
| 2021/22  | Brooklyn Nets        | 4   | 0  | 14,5 | 38,5 | 25,0 | –    | 2,0 | 1,3 | 0,0 | 0,0 | 3,0  |
| 2021/22  | Milwaukee Bucks      | 3   | 0  | 16,2 | 7,7  | 0,0  | –    | 3,3 | 2,3 | 0,3 | 0,0 | 0,7  |
| Carrière | Carrière             | 452 | 62 | 21,8 | 39,7 | 36,8 | 81,6 | 2,4 | 1,6 | 0,7 | 0,1 | 8,1  |

### Play-offs
| Seizoen  | Team            | WG | WS | MPW  | 2P%  | 3P%  | FW% | RPW | APW | SPW | BPW | PPW |
| -------- | --------------- | -- | -- | ---- | ---- | ---- | --- | --- | --- | --- | --- | --- |
| 2018/19  | Detroit Pistons | 4  | 0  | 27,5 | 32,4 | 36,0 | —   | 3,8 | 1,0 | 0,5 | 1,0 | 7,8 |
| 2020/21  | Phoenix Suns    | 2  | 0  | 7,5  | 14,3 | 0,0  | 0,0 | 1,0 | 0,5 | 0,0 | 0,5 | 1,0 |
| Carrière | Carrière        | 6  | 0  | 20,8 | 29,3 | 33,3 | 0,0 | 2,8 | 0,8 | 0,3 | 0,8 | 5,5 |